# Lovestrong
Lovestrong är debutalbumet av den amerikanska sångaren Christina Perri. Det gavs ut den 10 maj 2011 och innehåller 12 låtar.

## Låtlista
| Nr  | Titel          | Längd |
| --- | -------------- | ----- |
| 1.  | Bluebird       | 3:49  |
| 2.  | Arms           | 4:21  |
| 3.  | Bang Bang Bang | 3:05  |
| 4.  | Distance       | 3:56  |
| 5.  | Jar of Hearts  | 4:06  |
| 6.  | Mine           | 3:33  |
| 7.  | Interlude      | 0:50  |
| 8.  | Penguin        | 4:36  |
| 9.  | Miles          | 4:04  |
| 10. | The Lonely     | 3:53  |
| 11. | Sad Song       | 4:29  |
| 12. | Tragedy        | 4:39  |

## Listplaceringar
| Lista          | Topplacering |
| -------------- | ------------ |
| Australien     | 5            |
| Finland        | 25           |
| Irland         | 5            |
| Nya Zeeland    | 27           |
| Portugal       | 11           |
| Schweiz        | 6            |
| Storbritannien | 9            |
| Tyskland       | 8            |
| USA            | 4            |
| Österrike      | 7            |